# Прийдан Іван Харитонович
Іван Харитонович Прийдан (12 вересня 1919, Нехвороща — 11 грудня 2002, Львів) — український художник і педагог; член Спілки радянських художників України з 1962 року.

## Біографія
Народився 12 вересня 1919 року в селі Нехворощі (нині Полтавський район Полтавської області, Україна). 1939 року закінчив Харківський художній технікум. Брав участь у німецько-радянській війні. Нагороджений медаллю «За бойові заслуги» (28 квітня 1945), орденом Вітчизняної війни II ступеня (6 квітня 1985). 1951 року закінчив Харківський художній інститут, де навчався у Василя Касіяна, Дмитра Шавикіна, Сергія Бесєдіна, Григорія Томенка, Йосипа Карася. Був членом КПРС.
Упродовж 1969—1985 років викладав в Українському поліграфічному інституті у Львові. Серед учнів: Михайло Барабаш, Валерій Безушко, Сергій Іванов, Юрій Затьора, Геннадій Клещар, Андрій Лайтарук, Лариса Лукаш. Мешкав у Львові в будинку на вулиці Таджицькій, № 9, квартира № 24. Помер у Львові 11 грудня 2002 року.

## Творчість
Працював у галузі станкового живопису та станкової графіки. Серед робіт:
- «Відкриття пам'ятника Володимиру Леніну у Львові» (1954);
- «На варті Жовтня» (1967);

графічні серії
- «Колгоспні будні» (1959);
- «Зимовий Львів» (1960—1963);
- «Рибалки» (1960—1963).
- «Верховино, мати моя» (1960);
- «Щоб лани широкополі» (1969);
- «Шевченко повертається із заслання» (1970);
- «Реквієм» (1972).

Брав участь у республіканських виставках з 1960 року.
Окремі роботи художника зберігаються у Львівському історичному музеї, Національному музеї у Львові.